# Joseph-François Balla
Joseph-François Balla, né le 25 juillet 1737 à Valleraugue (Gard) et mort le 8 septembre 1806 au Le Vigan (Gard), est un homme politique français.

## Biographie
Juge royal avant la Révolution Française, il est élu député du Gard, puis, de 1800 à sa mort, il est président du tribunal d'arrondissement du Vigan.